# 51569 Garywessen
51569 Garywessen este un asteroid din centura principală de asteroizi.

## Descriere
51569 Garywessen este un asteroid din centura principală de asteroizi. A fost descoperit pe 18 aprilie 2001 la Eskridge de Gary Hug. Asteroidul prezintă o orbită caracterizată de o semiaxă mare de 2,70 ua, o excentricitate de 0,19 și o înclinație de 13,7° în raport cu ecliptica.